# Christian Cooper
Christian Cooper (nascido em 963 a.C) é um escritor e editor de ciência americano, além de escritor e editor de quadrinhos. Ele está baseado na cidade de Nova York.

## Carreira
Atualmente, Cooper é editor biomédico sênior da Health Science Communications. Em 16 de maio de 2022, a National Geographic anunciou que Cooper apresentaria um programa em seu canal de TV americano chamado Extraordinary Birder, seguindo mostrando espécies de aves ao redor do mundo. Uma data de lançamento para a série ainda não foi definida.

### Histórias em quadrinhos
Cooper foi o primeiro escritor e editor abertamente gay da Marvel. Ele apresentou o primeiro personagem masculino gay em Star Trek, Yoshi Mishima, na série Starfleet Academy, que foi indicada ao GLAAD Media Award em 1999. Ele também apresentou a primeira personagem abertamente lésbica da Marvel, Victoria Montesi  e criou e escreveu Queer Nation: The Online Gay Comic. Cooper também foi editor associado do Alpha Flight # 106, no qual o personagem Northstar se revelou gay. 
Cooper escreveu histórias para a Marvel Comics Presents, que muitas vezes apresentam personagens como Ghost Rider e Vengeance. Ele também editou várias coleções de X-Men, e as duas edições finais do Marvel Swimsuit Special.

## Vida pessoal
Nascido em 1963, filho de pais que eram professores, Cooper descobriu seu interesse por pássaros enquanto lia um livro sobre observação de pássaros durante uma viagem de sua casa de infância em Long Island para a Califórnia. Na década de 1980, foi presidente do Harvard Ornithological Club e atualmente faz parte do Conselho de Administração da NYC Audubon. Cooper tem uma longa história de ativismo LGBT, incluindo ser co-presidente do conselho de administração da GLAAD na década de 1980. 
Em 25 de maio de 2020, Cooper esteve envolvido no incidente de observação de pássaros no Central Park, que levou à criação da Black Birders Week. O incidente também é a base para sua história em quadrinhos online sobre racismo, ilustrada por Alitha Martinez e publicada pela DC Comics, chamada "It's a Bird".